# Trilepida joshuai
Trilepida joshuai là một loài rắn trong họ Leptotyphlopidae. Loài này được Dunn mô tả khoa học đầu tiên năm 1944.